# Mastigias
Mastigias es un género de medusas de la familia Mastigiidae. Contiene siete especies descritas. Los miembros de este género se encuentran en las regiones costeras del Indo-Pacífico, incluyendo los lagos salinos de Palaos (por ejemplo, el Lago de las Medusas), pero también hay registros en el Atlántico occidental en Florida y Puerto Rico. Los especímenes encontradas en el Atlántico occidental muy probablemente son el resultado de introducciones accidentales por parte de seres humanos.

## Especies
Según el Registro Mundial de Especies Marinas, este género incluye siete especies:
- Mastigias albipunctatus
- Mastigias andersoni
- Mastigias gracilis
- Mastigias ocellatus
- Mastigias pantherinus
- Mastigias papua
- Mastigias siderea